# ヘウムノ
ヘウムノ（ポーランド語: Chełmno [ˈxɛu̯mnɔ] ( 音声ファイル)）は、ヴィスワ川に面したポーランド北部の町。人口は2万人で、クルマーラントの中心を成す。かつてはトルン県に属したが、1999年の行政区分再編でクヤヴィ＝ポモージェ県に組み込まれた。

## 地名の由来
ヘウムノは古スラヴ語で「丘」を表すchełm（現在のポーランド語ではwzgórze）が語源とされる。英語のhillなどもこの同根語である。ドイツ語名はクルムだが、1772年から1807年と1815年から1920年にかけてはCulm、第二次大戦中のナチス占領時はKulm [kʊlm] ( 音声ファイル) が公式表記とされた。

## 歴史
1065年にポーランド王ボレスワフ2世がモギルノのベネディクト修道会に宛てた手紙がヘウムノの初出とされる。1226年にはマゾフシェ公コンラト1世がドイツ騎士団にクルマーラントの領有を請うた。1233年にクルム法という都市権を取得し、1251年に改定、これは後に国内の200以上の町で導入された。ドイツ騎士団のもとハンザ同盟で栄えたが、十三年戦争後の1466年にポーランドに編入されヘウムノ県の県都となった。
ポーランド分割によって1772年にプロイセン王国領となり、1807年から1815年にかけワルシャワ公国に支配されたもののナポレオン諸戦争の終結により再びプロイセンが統治した。
歴史の大部分でこの街ではドイツ人とポーランド人が共存してきた。1900年ごろの比率はドイツ人が3分の1、ポーランド人が3分の2であった。第一次世界大戦後にポーランドに併合され、第二次世界大戦までの間に経済発展を遂げた。
第二次大戦開戦直後の1939年、この地を手中に収める過程でナチス・ドイツは5000人以上のポーランド人を虐殺した。残りのポーランド人もドイツの「生存圏」思想のもとポーランド総督府に追い出された。Polska Żyje、Rota、Grunwald、Szare Szeregiといったポーランド地下政府のレジスタンス組織もこの地で暗躍した。ドイツ軍は大戦末期の1945年1月25日に撤収したが、その際焦土作戦のもと病院、ターミナル駅、醸造所などに火が放たれた。

## 観光

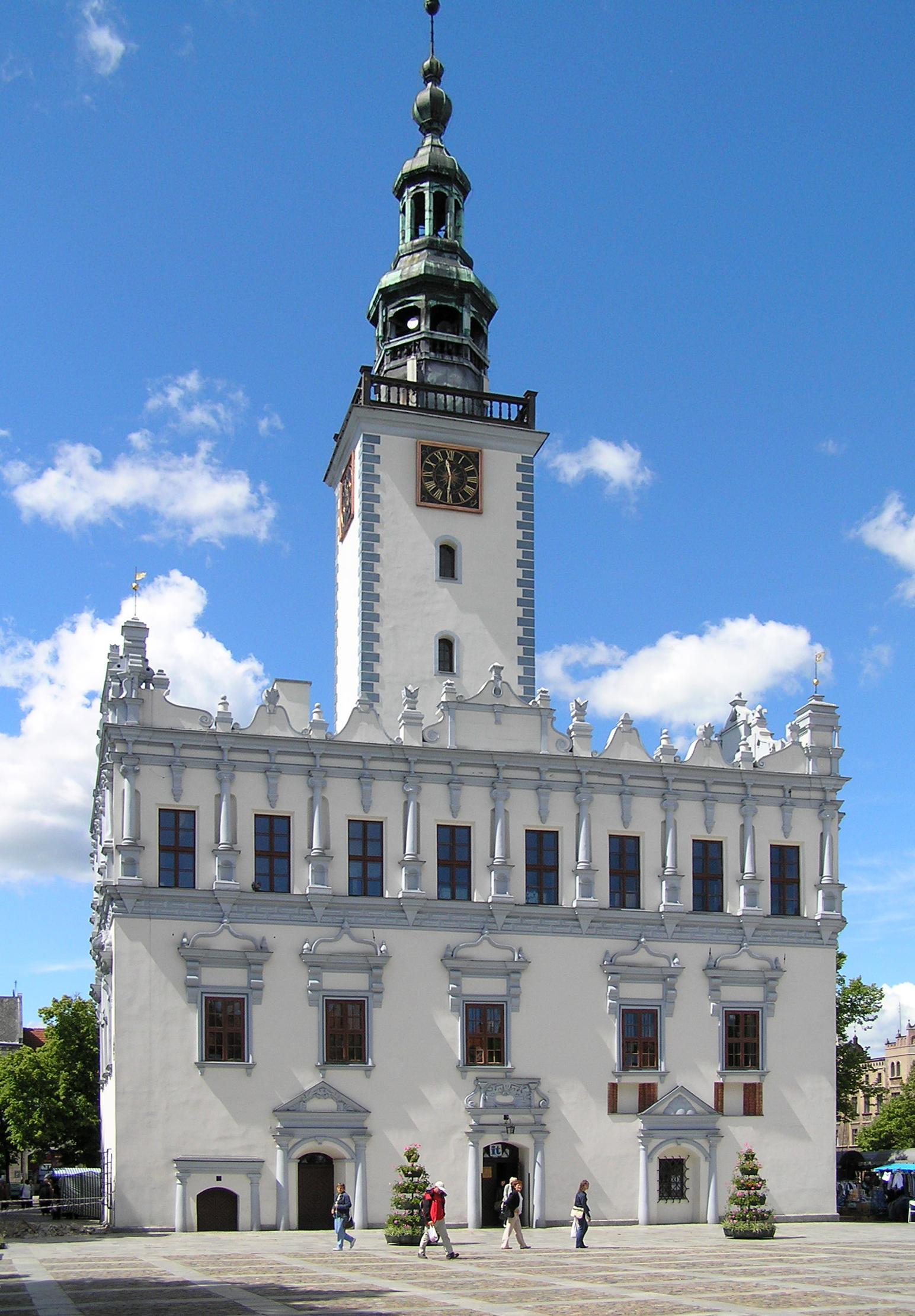
町役場

中世の町並みや建造物がよく残されており、とりわけ下記の建造物が観光スポットとして知られる。
ゴシック教会
- 1280年から1320年にかけ建てられた聖母マリア教会。かつては教区の中核を成していた。ウァレンティヌスの聖遺物が残る。
- 14世紀に建てられた聖ヤコブ・聖ニコラオス教会。かつてはフランシスコ会の教会で、19世紀に改築された。
- 13世紀から14世紀にかけ建てられた聖ペトロ・聖パウロ教会。かつてはドミニコ会の教会で、18世紀と19世紀に改築された。
- 1290年から1330年にかけ建てられたバプテスト系と福音主義派の聖ヨハネ教会。かつては修道院を併設したベネディクト会とシトー修道会の教会だった。
- 1280年から1290年にかけ建てられた聖霊教会。
- 13世紀の終わりに建てられ、1567年から1572年にかけイタリアの影響を受けマニエリスム様式に改築された町役場。
- 市街を取り囲む城壁。物見櫓やグルジョンツ門など、ほとんどが当時のまま現存している。
- ヴィスワ川右岸に広がるヘウムノ美観公園。

## ゆかりの人物
- フリードリッヒ＝カール・クランツ（1886年 - 1941年） 軍人
- ハンス・ドミニク（1870年 - 1910年） 軍人
- フリードリッヒ・フュレボルン（1866年 - 1933年） 医師。熱帯病のスペシャリスト
- グジェゴシ・ゲルヴァシー・ゴルチツキー（1665年 - 1734年） 作曲家・牧師
- ハインツ・グデーリアン（1888年 - 1954年） 軍人
- ヘルマン・レンス（1866年 - 1914年） 作家
- エルンスト・ヴィルヘルム・ロッツ（1890年 - 1914年） 作家
- ミヒャエル・オットー（1943年 - ） 企業家
- フランチシェク・ラシェーヤ（1896年 - 1942年） 医師
- レオン・ラシェーヤ（1901年 - 1939年） 法学者
- マクシミリアン・ラシェーヤ（1889年 - 1939年） 神学者
- アルブレヒト・フォン・ローン（1803年 - 1879年） プロイセンの兵士、政治家。プロイセン王国首相
- ルドヴィク・リディギエール（1850年 - 1920年） 医師
- ゲオルグ・サルツバーガー（1882年 - 1975年） ユダヤのラビ
- クルト・シューマッハー（1895年 - 1952年） 政治家
- マックス・シュティルナー（1806年 - 1856年） 哲学者
- ヴォイチェフ・スタニスワフ・レスキー（1702年 - 1758年） ヘウムノ司教